# Phidippus purpuratus
Phidippus purpuratus är en spindelart som beskrevs av Eugen von Keyserling 1884 [1885. Phidippus purpuratus ingår i släktet Phidippus och familjen hoppspindlar. Inga underarter finns listade i Catalogue of Life.